# Sokół (rappeur)
Sokół de son vrai nom Wojciech Sosnowski est né le 11 mars 1977 à Varsovie en Pologne. Sokół (Faucon) est un rappeur et hip-hoppeur polonais aussi connu sous les noms de Wojtek Sokół et Nocny Narrator (le narrateur nocturne). Il est également entrepreneur, journaliste de radio et membre de l’Académie phonographique de la société polonaise de l’industrie phonographique ZPAV.
Wojciech Sosnowski est surtout connu pour ses performances dans le groupe de rap WWO, qu'il a cofondé avec Jędker (Andrzej Wawrykiewicz). Cofondateur du collectif ZIP Skład et de TPWC. Depuis 2011, il produit la chanteuse Marysia Starosta. Il travaille également avec des artistes tels que : Slums Attack, Molesta Ewenement, Hemp Gru, Wzgórze Ya-Pa 3, O.S.T.R., Mor W.A., Kapela Czerniakowska, Michał Urbaniak, Anna Szarmach, Tede, Popek, Franek Kimono et Soundkail.

## Discographie

### Albums
| Année | Titre                                                      | Label      | Producteur(s) | Groupe    | Notes         |
| ----- | ---------------------------------------------------------- | ---------- | ------------- | --------- | ------------- |
| 1999  | Chleb powszedni                                            | RRX        | -             | ZIP Skład | CD, MC        |
| 2000  | Masz i pomyśl                                              | BMG Poland | -             | WWO       | CD, MC, Vinyl |
| 2002  | We własnej osobie                                          | Prosto     | -             | WWO       | CD/vinyl      |
| 2005  | Witam was w rzeczywistości                                 | Prosto     | -             | WWO       | CD/vinyl      |
| 2005  | Życie na kredycie                                          | Prosto     | -             | WWO       | CD/vinyl      |
| 2007  | Teraz pieniądz w cenie (Sokół feat. Pono)                  | Prosto     | -             | TPWC      | CD            |
| 2008  | Ty przecież wiesz co (Sokół feat. Pono)                    | Prosto     | -             | TPWC      | CD            |
| 2009  | To prawdziwa wolność człowieka (Pono feat. Sokół)          | Prosto     | -             | TPWC      | CD            |
| 2011  | Czysta brudna prawda (avec Marysia Starosta)               | Prosto     | -             | -         | CD            |
| 2013  | Czarna biała magia (avec Marysia Starosta)                 | Prosto     | -             | -         | CD            |
| 2015  | Różewicz – Interpretacje (avec Hades et Sampler Orchestra) | Prosto/NCK | -             | -         | CD            |

### Singles
| Année | Titre                        | Label  | Producteur(s) | Groupe                            | Notes                |
| ----- | ---------------------------- | ------ | ------------- | --------------------------------- | -------------------- |
| 2000  | Obejrzyj Sobie Wiadomości    | -      | -             | WWO                               | singiel - CD, MC     |
| 2001  | Jeszcze Będzie Czas          | -      | -             | WWO                               | singiel - CD         |
| 2002  | Moda                         | Prosto | -             | WWO                               | mini singiel - vinyl |
| 2002  | Moda                         | Prosto | -             | WWO                               | singiel - CD, MC     |
| 2002  | Moda                         | Prosto | -             | WWO                               | maxi singiel - vinyl |
| 2003  | Damy Radę                    | Prosto | -             | WWO                               | maxi singiel - vinyl |
| 2003  | Nie Bój Się Zmiany Na Lepsze | Prosto | -             | WWO feat. Soundkail & Fu          | maxi singiel - vinyl |
| 2004  | U Ciebie W Mieście           | -      | -             | WWO feat. Pele & Vienio & Fenomen | maxi singiel - vinyl |
| 2006  | RBK Hip Hop 2006             | -      | -             | WWO feat. O.S.T.R. & Molesta      | maxi singiel - CD    |